# Palizzi
Palizzi és un comune (municipi) de la Ciutat metropolitana de Reggio de Calàbria, a la regió italiana de Calàbria, situat a uns 120 km al sud-oest de Catanzaro i a uns 30 km al sud-est de Reggio de Calàbria. A 1 de gener de 2019 la seva població era de 2.069 habitants.
Palizzi limita amb els municipis següents: Bova, Marina Bova, Brancaleone i Staiti.
És un dels pobles de Bovesia on es parla el grecànic o griko, un dialecte del grec.